# Jelovice
Jelovice este o localitate din comuna Majšperk, Slovenia, cu o populație de 68 de locuitori.